# Беджелек
Беджелек (якут. Бөдьөлөк) — село в Мегино-Кангаласском улусе Якутии России. Входит в состав Жанхадинского наслега.  

## География
Село находится в центре региона на Центрально-Якутской равнине, в зоне тайги, в подзоне среднетаёжных лесов, у озера Бёдёлёх, на расстоянии 11 км к востоку от посёлка городского типа Нижний Бестях, административного центра улуса.

### Климат
В населённом пункте, как и во всем районе, климат резко континентальный, с продолжительным зимним и коротким летним периодами. Зимой погода ясная, с низкими температурами. Устойчивые холода зимой формируются под действием Сибирского антициклона. Средняя температура января -41...-42 °С, июля +17...+18 °С. Осадков выпадает 200-255 мм в год.

## История
Согласно Закону Республики Саха (Якутия) от 30 ноября 2004 года N 173-З N 353-III село вошло в образованное муниципальное образование Жанхадинский наслег.

## Население
| 2002 | 2010 | 2021 |
| ---- | ---- | ---- |
| 0    | ↗1   | ↗8   |

## Улицы
В селе имеются две улицы: Октябрьская и Ярославского.